# Kasteel Amstenrath
Kasteel Amstenrath (Haus Amstenrath) is een kasteel in de tot de Belgische gemeente Raeren behorende plaats Eynatten, gelegen aan de Aachener Straße. Het werd ook wel het "Herrenhaus" genoemd, en is een waterburcht.

## Geschiedenis

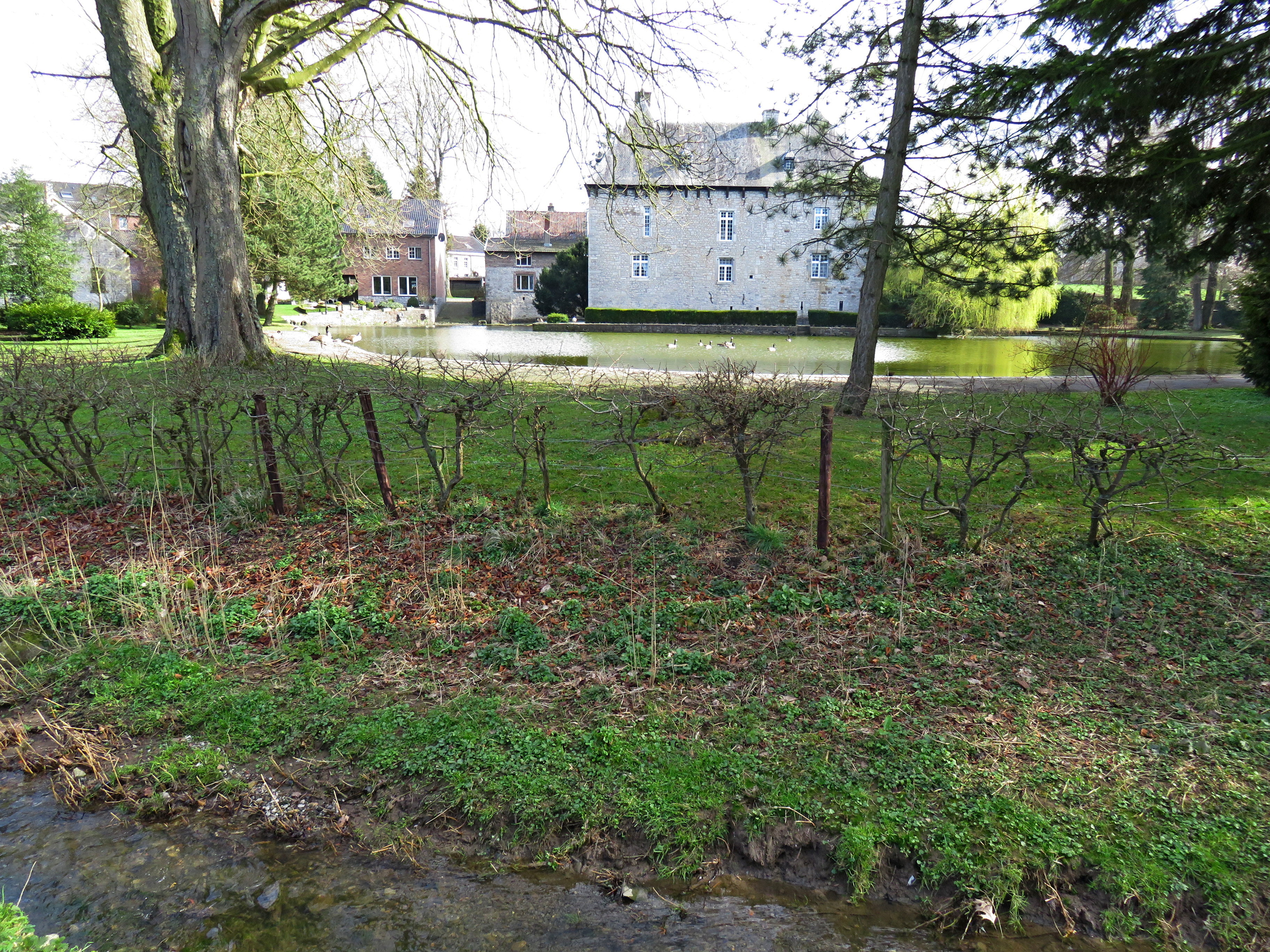
De waterburcht Amstenrath vanaf de zijkant gezien, met op de voorgrond het riviertje de Oehl.

Evenals het nabijgelegen Vlattenhaus was het eigendom van de familie Van Eynatten. In de 14e eeuw werd het bezit tussen twee broers verdeeld. Johann liet een kasteelboerderij bouwen op de plaats waar nu het kasteel ligt terwijl broer Peter het Vlattenhuis liet bouwen. In 1398 trouwde Johann met Johanna van Neubourg, die erfvrouwe was van Kasteel Neubourg en Gulpen. In 1501 kwam het huis door koop aan Servatius van Eynatten, die in 1508 de kasteelboerderij liet vervangen door het huidige bouwwerk.
In 1647 kwam het goed aan Arnold Huyn von Amstenrath. In 1651 verwierf hij de heerlijke rechten van Eynatten en Hauset, en werd het kasteel de zetel van deze heerlijkheid, het herenhuis. Er werd toen ook een poortgebouw toegevoegd.
Omstreeks 1712, toen het goed in bezit was van Johanna Moeren en Johann Kaspar Deltour, werd het kasteel opnieuw verbouwd, er kwamen nieuwe vensters, het interieur werd voorzien van stucwerk naar de Franse smaak van die tijd, en ook kwam er een stenen brug die de ophaalbrug verving.
In 1817 werd de familie Van Franssen tot Cortenbach de eigenaar, en is dat nog steeds.

## Gebouw
Het complex bestaat uit een woongedeelte, gelegen binnen een waterpartij, en een voorhof. Het geheel wordt omringd door een landschapspark waarin zich nog een gotisch kruis uit 1584 bevindt. De voorhof bestaat uit een drietal bedrijfsgebouwen die een binnenplaats omgeven, gebouwd in blauwe hardsteen. Vroeger stonden aan de zuidelijke en oostelijke hoek ook vierkante torens, waarvan nog slechts stompen behouden zijn. De voorhofgebouwen zijn in de 19e eeuw sterk gewijzigd.
Door het poortgebouw wordt een kleine binnenplaats betreden die door de drie vleugels van het woongedeelte is omgeven. De gevel die naar de binnenplaats zijn gericht werden uitgevoerd in gepleisterd vakwerk. De naar de buitenzijde gerichte gevelgedeelten zijn in breuksteen uitgevoerd.